# Старі Руські Пошати
Старі Ру́ські Поша́ти (рос. Старые Русски Пошаты, ерз. Старые Русски Пошаты) — присілок у складі Єльниківського району Мордовії, Росія. Входить до складу Новоямського сільського поселення.
Населення — 22 особи (2010; 35 у 2002).
Національний склад (станом на 2002 рік):
- росіяни — 83 %